# Dasygaster pammacha
Dasygaster pammacha är en fjärilsart som beskrevs av Turner 1922. Dasygaster pammacha ingår i släktet Dasygaster och familjen nattflyn. Inga underarter finns listade i Catalogue of Life.